# MBK Ružomberok
Mestský basketbalový klub Ružomberok (MBK Ružomberok) is een bekend vrouwenbasketbalteam in Ružomberok.
MBK Ružomberok werd opgericht in 1941. Het vrouwenbasketbalteam won in 1999 en in 2000 de EuroLeague Women. In 1999 wonnen ze de finale van Pool Comense uit Italië met 63-48. In 2000 wonnen ze van CJM Bourges Basket uit Frankrijk met 67-64 na twee keer een verlenging.

## Verschillende sponsornamen
- SBZ Ružomberok
- TJ Ružomberok
- TJ SCP Ružombero
- SCP Ružomberok
- Sipox Ružomberok
- MŠK Sipox Ružomberok
- MBK Ružomberok

## Erelijst
- Landskampioen Tsjecho-Slowakije: 3
  - Winnaar: 1990/91, 1991/92, 1992/93

- Landskampioen Slowakije: 11
  - Winnaar: 1992/93, 1993/94, 1994/95, 1995/96, 1996/97, 1997/98, 1998/99, 1999/00, 2000/01, 2001/02, 2002/03
  - Tweede: 2004, 2005, 2006, 2007, 2008, 2009, 2010/11, 2011/12, 2012/13

- EuroLeague Women: 2
  - Winnaar: 1999, 2000

## Bekende (oud)-coaches
- Natália Hejková
- Jelena Mozgovaja

## Bekende (oud)-spelers
- - Natália Hejková
- Iveta Bieliková
- Klaudia Lukačovičová
- Slávka Bučáková
- Mária Felixová
- Janka Minčíková
- Katarína Tetemondová
- Jelena Karpova
- Jelena Mozgovaja
- Lara Mandić
- Olena Zjyrko